# Pierre de Leia
Pierre de Leia (Peter de Leia en anglais) est un prélat anglais mort le 16 juillet 1198. Il est évêque de St David's, au pays de Galles, de 1176 à sa mort.

## Biographie
D'origine inconnue, Pierre de Leia est à la tête du prieuré de Wenlock, dans le Shropshire, lorsqu'il est élu évêque de St David's en mai 1176. Son élection n'a rien de libre : il est le candidat choisi par le roi d'Angleterre Henri II au détriment des quatre archidiacres du diocèse de St David's sélectionnés par le chapitre de chanoines. L'un de ces archidiacres n'est autre que Giraud de Barri, neveu du défunt évêque David FitzGerald, qui dresse par conséquent un portrait très négatif de Pierre de Leia dans ses écrits.
Après avoir été sacré par l'évêque de Londres Gilbert Foliot le 7 novembre 1176, il prête à deux reprises serment d'obédience à l'archevêque de Cantorbéry Richard de Douvres (en). C'est pour Giraud de Barri, attaché à défendre l'autonomie de l'Église galloise et l'élévation du siège de St David's au rang d'archevêché, une raison supplémentaire de le détester.
Pierre de Leia s'absente fréquemment de son diocèse à l'occasion d'événements importants. Il participe notamment au troisième concile du Latran en 1179 et assiste au sacre de Richard Cœur de Lion en 1189. Il ne néglige pas pour autant les affaires locales : c'est ainsi qu'il entreprend en 1182 la reconstruction de la cathédrale de St David's.
À la mort de Richard de Douvres, en 1184, son nom est évoqué pour lui succéder comme archevêque de Cantorbéry, mais c'est finalement Baudouin de Forde qui est choisi. Il l'accompagne le nouvel archevêque dans son voyage à travers le pays de Galles pour y prêcher la troisième croisade en 1188, un voyage immortalisé par Giraud de Barri dans son Itinerarium Cambriae (en).
Pierre de Leia meurt le 16 juillet 1198. Il est inhumé dans le collatéral sud de sa cathédrale. Les chanoines de St David's élisent Giraud de Barri pour lui succéder le 29 juin 1199, mais son élection est rejetée aussi bien par l'archevêque Hubert Walter que par le roi Jean sans Terre et la dispute qui s'ensuit dure jusqu'en 1203, lorsque le pape Innocent III annule l'élection de Giraud et qu'un compromis est atteint avec la nomination de Geoffrey de Henlaw au siège épiscopal.